# Амфифизин
Амфифизин — белок синаптических пузырьков, относится к паранеопластическим антигенам.

## Область использования
1. Антитела к транспортным белкам
2. Антитела к транспортным белкам для вестерн-блоттинга
3. Антитела к транспортным белкам для иммуногистохимии
4. Антитела к транспортным белкам для иммунопреципитации
5. Антитела к транспортным белкам для иммунофлуоресценции

## Описание
Мышиный моноклональный IgG2b.
Амфифизин является мозговым обогащенным белком, который проявляет N-концевое взаимодействие и функции липидов в виде димера. Амфифизин содержит мембрану изгиба домен BAR, средний клатрин и адаптера связывающий домен и С-концевой домен SH3. В мозге, Амфифизин I и II формы являются гетеродимерами, которые связываются с клатрином связанные GTPase Dynamin через их SH3 домены.
Амфифизин является одним из основных внутриклеточных антигенов, связанных с лимбическим энцефалитом, наряду с Nu, Ma2 и реже CRMP5.
У млекопитающих Amphiphysins, Амфифизин я и Амфифизин II, имеют сходную общую структуру.

## Видоспецифичность
Мышь, крыса, человек, птица.

## В омоложении
Группа исследователей Сеульского национального университета объявила, что ей удалось найти биологический ключ к разгадке проблемы старения. Например, они узнали, как можно «отремонтировать» клетки, чтобы предотвращать их старение. Результат своей работы они опубликовали в «Журнале федерации американских обществ экспериментальной биологии».
Как утверждает руководитель научной группы профессор Пак Сан Чхоль, они обнаружили, что в стареющих клетках содержится значительно меньше определенного типа протеина, именуемого «амфифизин». Этот протеин стимулирует внутриклеточное питание. Вводя амфифизин в «старые» клетки, исследователи добились активизации процесса их питания. Они считают, что таким способом подняли функциональное состояние «старых» клеток до уровня «молодых». Кроме того, корейские ученые считают, что теперь людям представилась возможность регулировать внутриклеточные реакции, которые, по мнению корейцев, являются основными «виновниками» старения организма.